# Neobrachista trifasciata
Neobrachista trifasciata är en stekelart som beskrevs av Girault 1915. Neobrachista trifasciata ingår i släktet Neobrachista och familjen hårstrimsteklar. Inga underarter finns listade i Catalogue of Life.